# Grace (nummer van Jeff Buckley)
"Grace" is een nummer van de Amerikaanse artiest Jeff Buckley. Het nummer verscheen op zijn enige studioalbum Grace uit 1994. In augustus van dat jaar werd het nummer uitgebracht als zijn debuutsingle.

## Achtergrond
"Grace" is gebaseerd op een instrumentaal nummer, "Rise Up to Be", geschreven door Gary Lucas, met wie Buckley destijds samenwerkte. Buckley schreef een tekst bij dit nummer, geïnspireerd door een moment waarop hij zijn vriendin op het vliegveld uitzwaaide op een regenachtige dag. Hij vertelde over het nummer: "Het gaat over dat je je niet zo slecht moet voelen over je eigen sterfelijkheid wanneer je echte liefde hebt."
In een interview in 1994 vertelde Buckley over "Grace": "Ik omschrijf het altijd als, niet bang zijn voor wat dan ook, niemand, geen man, geen vrouw, geen oorlog, geen wapens, geen pijl die anderen op je hart richten omdat er eindelijk iemand is die echt van je houdt, en waardoor je een staat van genade kunt bereiken door iemand die verliefd op je is. [...] Genade is wat ertoe doet, in alles, vooral in het leven, vooral in het groeien, tragedie, pijn, liefde, dood; over mensen, dat is waar het om gaat. Dat is een kwaliteit die ik erg bewonder. Het weerhoudt je ervan om te snel naar een wapen te grijpen. Het weerhoudt je ervan om dingen te dwaas te vernietigen. Het houdt je in leven; en het houdt je open voor meer begrip."
Buckley nodigde Gary Lucas om mee te spelen op het album Grace op twee nummers waarvoor hij de riff had bedacht, "Grace" en "Mojo Pin". Op het verzamelalbum Songs to No One 1991–1992, uitgebracht in 2002, is een demoversie van beide nummers te horen. "Grace" werd enkel een kleine hit in Australië, waar het plaats 91 in de hitlijsten bereikte. Desondanks bleek het een populair nummer, zo staat het in Nederland sinds 2016 in de Radio 2 Top 2000.

## NPO Radio 2 Top 2000
| Nummer met noteringen in de NPO Radio 2 Top 2000 | '16  | '17  | '18  | '19  | '20-'23 | '24  |
| ------------------------------------------------ | ---- | ---- | ---- | ---- | ------- | ---- |
| Grace                                            | 1625 | 1643 | 1873 | 1918 | -       | 1993 |

1. ↑  Een '-' betekent dat het nummer niet was genoteerd en een vetgedrukt getal geeft de hoogste notering aan.
2. ↑  2016 was het eerste jaar met een notering voor dit nummer.